# Вальтер Фельзенштайн
Ва́льтер Фе́льзенштайн (нім. Walter Felsenstein; 30 травня 1901, Відень — 8 жовтня 1975, Берлін) — австрійський і німецький театральний режисер, засновник театру «Берлінська комічна опера».

## Біографія
Народився у Відні, там же в 1921—1923 роках отримав акторську освіту в Ернста Арндта. У 1923—1924 роках був актором Міського театру в Любеку. У наступному сезоні Фельзенштайн був у Мангеймі, де вперше спробував себе в ролі режисера.
У 1927—1929 роках був актором, літературним редактором і головним режисером керованого Оскаром Вельтерліном Міського театру Базеля, де він поставив 37 драматичних і оперних вистав, у тому числі «Смерть Валленштейна» і «Розбійників» Ф. Шиллера, п'єси А. Стріндберга і Ф. Ведекінда, «Силу долі» Дж. Верді, «Турандот» Дж. Пуччіні.
У 1945—1947 роках в якості режисера працював у відкритому в післявоєнному Берліні драматичному театрі — Театрі Геббеля (в американському секторі), одночасно ставив спектаклі у віденському Бурґтеатрі. У 1947 році заснував у східному секторі Берліна театр «Komische Oper Berlin», інтендантом і головним режисером якого залишався до кінця життя.